# Еффінгем (Канзас)
Еффінгем (англ. Effingham) — місто (англ. city) в США, в окрузі Атчісон штату Канзас. Населення — 495 осіб (2020).

## Географія
Еффінгем розташований за координатами 39°31′21″ пн. ш. 95°23′52″ зх. д. / 39.52250° пн. ш. 95.39778° зх. д. (39.522363, -95.397717).  За даними Бюро перепису населення США в 2010 році місто мало площу 1,38 км², уся площа — суходіл.

## Демографія
Згідно з переписом 2010 року, у місті мешкало 546 осіб у 217 домогосподарствах у складі 141 родини. Густота населення становила 396 осіб/км².  Було 252 помешкання (183/км²).
Расовий склад населення:
| - 96,0 % — білих - 1,6 % — чорних або афроамериканців - 0,9 % — корінних американців |

До двох чи більше рас належало 1,1 %. Частка іспаномовних становила 2,9 % від усіх жителів.
За віковим діапазоном населення розподілялося таким чином: 30,2 % — особи молодші 18 років, 51,3 % — особи у віці 18—64 років, 18,5 % — особи у віці 65 років та старші. Медіана віку мешканця становила 36,6 року. На 100 осіб жіночої статі у місті припадало 97,1 чоловіків;  на 100 жінок у віці від 18 років та старших — 98,4 чоловіків також старших 18 років.
Середній дохід на одне домашнє господарство  становив 45 305 доларів США (медіана — 36 964), а середній дохід на одну сім'ю — 53 875 доларів (медіана — 50 250). Медіана доходів становила 40 917 доларів для чоловіків та 27 171 долар для жінок. За межею бідності перебувало 15,6 % осіб, у тому числі 26,2 % дітей у віці до 18 років та 5,8 % осіб у віці 65 років та старших.
Цивільне працевлаштоване населення становило 235 осіб. Основні галузі зайнятості: виробництво — 31,5 %, освіта, охорона здоров'я та соціальна допомога — 29,8 %, роздрібна торгівля — 8,1 %, науковці, спеціалісти, менеджери — 8,1 %.